# Geranomyia errana
Geranomyia errana är en tvåvingeart som först beskrevs av Alexander 1930.  Geranomyia errana ingår i släktet Geranomyia och familjen småharkrankar. Inga underarter finns listade i Catalogue of Life.